# 名古屋市立藤が丘小学校
名古屋市立藤が丘小学校（なごやしりつ ふじがおかしょうがっこう）は、愛知県名古屋市名東区藤が丘にある公立小学校。

## 概要
- 明が丘、朝日が丘、宝が丘、照が丘、富が丘、望が丘、藤が丘、藤見が丘、小池町が通学区域であり、公立中学校の進学先は名古屋市立藤森中学校である[2]。

## 沿革
- 1971年（昭和46年） - 名古屋市立猪高小学校の分校として設置される[1]。
- 1973年（昭和48年）4月 - 名古屋市立藤が丘小学校として独立し、開校する[1]。
- 1975年（昭和50年）2月1日 - 千種区から名東区が分離する。藤が丘小学校は千種区から名東区の小学校となる。
- 1979年（昭和54年） - 分校を設置する。
- 1975年（昭和55年）4月 - 分校が名古屋市立豊が丘小学校として独立する[1]。
- 1984年（昭和59年） - 校舎を増築する。

## 交通アクセス
- 名古屋市営地下鉄東山線、愛知高速交通東部丘陵線（リニモ）「藤が丘駅」下車、徒歩約5分。